# Algot Rosberg

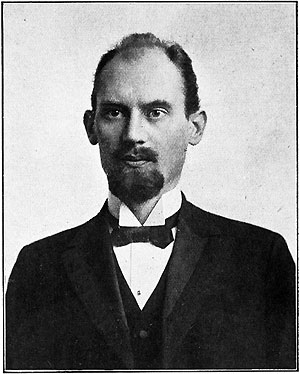
Algot Rosberg 1918 då han avtjänat sitt tioåriga fängelsestraff.

Algot Florentin Rosberg, född 15 februari 1886 i Malmö, död 3 juli 1939 i Nacka, var en av de tre ungsocialister som utförde Amaltheadådet 1908. Han dömdes till döden för detta, men benådades senare och fick livstids fängelse. Tillsammans med de båda andra, Anton Nilson och Alfred Stern, frigavs han 1917 efter en intensiv politisk kampanj som pressade regeringen.
Algot Roberg var son till polismannen Anders Rosberg. Efter avslutad skolgång gick han till sjöss men återvände till Malmö där han efter 1903 arbetade som murare. Han deltog aktivt i den ungsocialistiska rörelsen, från 1905 som klubbordförande. Under hamnarbetarkonflikten 1908 organiserade han ett bombattentat mot logementsfartyget Amalthea, som inrymde engelska arbetsvilliga. Rosberg dömdes efter en utdragen rättegång i de båda lägre instanserna till döden, vilken dom av Högsta domstolen mildrades till livstids straffarbete. Domen avtjänades på Långholmen och Härlanda fängelse. En landsomfattande opinionsrörelse, där Axel Holmström var den drivande kraften, startades 1912 för att utverka amnesti för Amaltheadådet. Det lyckades slutligen hösten 1917 efter bildandet av Regeringen Edén.
Rosberg berättade om sina erfarenheter i boken Amalthea (1918). Boken handlar dock mera om fängelseerfarenheterna än om själva dådet och utgör en källa till svensk kriminalvårdshistoria.
Efter sin frigivning anslöt han sig till SAC genom Malmö LS, där han gjorde sig känd som god talare och duglig organisatör. 1919 valdes han till föreståndare för SACs bokförlag Federativs, en post som han innehade till 1929, då han fick ett tillfälligt förordnande som SAC:s kassör. Åren 1930–1934 arbetade han som ombudsman för Stockholms SAC-distrikt. I maj 1935 anställdes han som ombudsman i LO tillika styrelseledamot i LOs Folkets husfond, där han blev kvar till sin död 1939.